# VN-Bureau voor Projectondersteunende Diensten
Het VN-Bureau voor Projectondersteunende Diensten (Engels: United Nations Office for Project Services, afgekort: UNOPS) is een onderdeel van de Verenigde Naties dat gewijd is aan de implementatie van projecten en programma's voor andere VN-organisaties, internationale financiële instellingen en overheden.
Het is een non-profitorganisatie die betaald wordt volgens kostprijs.
Het hoofdkantoor is gevestigd in de Deense hoofdstad Kopenhagen. UNOPS heeft verder regionale kantoren in alle werelddelen.
UNOPS is verantwoordelijk voor de uitbetaling van meer dan $ 2 miljard aan ontwikkelingsprojecten en contracten voor zijn partners per jaar. De activiteiten varieerden van het beheren van de bouw van scholen in Afghanistan, tot het bouwen van schuilplaatsen in Haïti, tot het aanschaffen van ambulances om de ebola-respons in Liberia te ondersteunen. 
UNOPS is lid van de Duurzame Ontwikkelingsgroep van de Verenigde Naties en werkt nauw samen met het Ontwikkelingsprogramma van de Verenigde Naties (UNDP), het Departement voor Vredesoperaties (DPO) en de Wereldbank.
UNOPS was in 2022 onderwerp van een groot schandaal dat resulteerde in het aftreden van zijn leiders na beschuldigingen van financiële malversaties en slecht financieel beheer.

## Geschiedenis en missie
UNOPS werd in 1973 opgericht als onderdeel van het UNDP. Het werd een onafhankelijke, zichzelf financierende organisatie in 1995. UNOPS is opgericht om normen voor VN-projecten en -contracten te verenigen, die vaak humanitaire of vredeshandhavingstaken waren in armere landen waar een hoog risico op mislukking bestond. Het zou de expertise verenigen die nodig is om doelen te bereiken en ervoor zorgen dat elk VN-agentschap niet noodzakelijkerwijs dezelfde lessen opnieuw hoeft te leren van het werken in bepaalde uitdagende omgevingen. UNOPS concentreert zijn steun op het gebied van infrastructuur, aanbestedingen, projectbeheer, personeelszaken en diensten voor financieel beheer. UNOPS werkt vaak in ramp-, vredes- en veiligheidsomgevingen, ontwikkelingslanden en economieën in transitie. Voormalig secretaris-generaal van de VN Kofi Annan heeft UNOPS aangewezen als de leidende entiteit van de Verenigde Naties voor complexe infrastructuurprojecten in vredeshandhavingsinstellingen. In december 2010 bevestigde de Algemene Vergadering van de Verenigde Naties het mandaat van UNOPS "als een centrale bron voor het VN-systeem bij aanbestedings- en contractbeheer, evenals bij civiele werken en de ontwikkeling van fysieke infrastructuur, inclusief de gerelateerde activiteiten voor capaciteitsontwikkeling."  Voorbeelden van dergelijke werken zijn het bouwen van wegen, scholen en gezondheidsklinieken; het verwijderen van landmijnen; en het leveren van expertise voor het houden van verkiezingen.
In mei 2009 werd in Kopenhagen een nieuw hoofdkantoor van UNOPS geopend.

## Financiering
UNOPS is een zelf financierende organisatie. Het dekt directe en indirecte kosten door een vergoeding in rekening te brengen voor elk ondersteund project. UNOPS-prijsbeleid schetst hoe de organisatie haar projecten wil financieren.  UNOPS heeft geen winstoogmerk.
In de jaren 2010 en begin 2020 verwierf het UNOPS een aanzienlijk overschot aan middelen van zijn praktijken; het werd beschuldigd van het te veel in rekening brengen van andere VN-agentschappen die via UNOPS moesten gaan om hun projecten te financieren. 

## Services
UNOPS biedt advies en implementatiediensten in zijn vijf kerngebieden van expertise:
- Infrastructuur
- Verkrijgen
- Projectmanagement
- Financieel beheer
- Personeel

UNOPS levert gespecialiseerde diensten aan een reeks partners, waaronder: de Verenigde Naties, haar agentschappen, fondsen en programma's; internationale financiële instellingen; regeringen; intergouvernementele organisaties; niet-gouvernementele organisaties; stichtingen; en de particuliere sector.
- In 2008 doneerde Japan ¥1,13 miljard aan Afghanistan voor grenscontroleprojecten onder het management van UNOPS.
- In 2008 doneerde de Europese Unie €5 miljoen en vroeg UNOPS om hiermee uitrusting - onder meer voertuigen, communicatiemiddelen en uniformen - aan te schaffen voor de Palestijnse politie.[6]
- In 2016 creëerde UNOPS meer dan drie miljoen dagen betaald werk voor begunstigden. De organisatie ondersteunde haar partners bij de bouw, het ontwerp en/of de rehabilitatie van onder meer dan 3.000 kilometer wegen, 50 scholen en 74 ziekenhuizen en 278 gezondheidsklinieken.[7]
- UNOPS heeft ook meer dan US$ 900 miljoen aan goederen en diensten aangeschaft en/of gedistribueerd voor zijn partners.

UNOPS vormde een groep om te werken aan toepassingen van blockchain voor internationale hulp.
UNOPS is de juridische en administratieve host voor verschillende organisaties.  
Daarnaast wordt het VN-Water secretariaat beheerd door UNOPS.

## Verantwoording
In 2008 heeft het UNOPS een bestuursstructuur aangenomen die in overeenstemming is met de resoluties van de Algemene Vergadering. Sindsdien rapporteert de uitvoerend directeur rechtstreeks aan de secretaris-generaal van de VN en de raad van bestuur en heeft hij de bevoegdheid om de regels en voorschriften van het personeel van de Verenigde Naties toe te passen op UNOPS-personeel. Sinds 2009 kan de uitvoerend directeur overeenkomsten met regeringen van gastlanden ondertekenen en dienstenovereenkomsten sluiten in overleg met een ingezeten of humanitaire coördinator, en heeft hij de bevoegdheid om UNOPS-vertegenwoordigers in het veld rechtstreeks te benoemen. In wezen kunnen deze directe dienstverleningsovereenkomsten het UNOPS de bevoegdheid geven om lokale regelgeving en bureaucratie te omzeilen in naam van het vermijden van verspilling en vertraging, maar het risico met zich meebrengen dat dit gebrek aan waarborgen wordt misbruikt.
UNOPS behaalde in juni 2011 een ISO 9001-certificering voor kwaliteitsmanagementsystemen.
UNOPS heeft in 2013 een ISO 14001-certificering gekregen voor zijn inzet voor de bescherming van het milieu.

## Schandaal
In 2014 benoemde Secretaris-generaal António Guterres Grete Faremo tot hoofd van UNOPS. Ze schepte op over hoe ze er onmiddellijk voor zorgde dat "meer dan 1.200 pagina's regels in de prullenbak gingen" en dat ze "(de) operationele principes zou herschrijven" middels het runnen van UNOPS als een snel en wendbaar bedrijf. Onder haar ambtstermijn verloor UNOPS zijn vroegere reputatie als een onzichtbare tussenpersoon die bedoeld was om contracten te vergemakkelijken. De tarieven die aan andere VN-agentschappen in rekening werden gebracht voor de projecten die UNOPS voor hen beheerde gingen omhoog en UNOPS bevond zich met een overschot aan middelen die het voor zichzelf kon gebruiken.
Faremo werd er echter van beschuldigd het geld op zijn best "incompetent te beheren", en in het slechtste geval "corrupt": miljoenen Amerikaanse dollars aan donorgeld werden gegeven aan aannemers die herhaaldelijk hadden gefaald om te werken aan de projecten die ze kregen. Bovendien betekende het nieuwe gebrek aan toezicht dat er geen manier was om de financiering van Faremo's favoriete projecten te herzien, zoals een problematisch project genaamd "Duurzame investeringen in infrastructuur en innovatie" of kortweg S3i.  
Op een feest georganiseerd door Faremo in 2015 ontmoette ze de Britse zakenman David Kendrick. UNOPS ging over tot het uitlenen aan Kendrick's bedrijven voor meer dan 61 miljoen dollar aan financiering die eenvoudigweg lijkt te zijn gebruikt om de eigen schulden van Kendrick's bedrijf af te betalen, en nooit echt iets heeft geproduceerd; bovendien kreeg een bedrijf gerund door Kendrick's dochter (pas afgestudeerd) 3 miljoen dollar betaald om een popsong te schrijven en de productie van games met een oceaanthema te regelen. Het volledige vertrouwen in het uitbetalen aan Kendrick's bedrijf van al deze fondsen, ondanks meerdere waarschuwingssignalen dat toezicht vereist was, werd door VN-insiders als "verbijsterend" beschouwd. De VN zal naar verwachting meer dan 25 miljoen USD aan slechte leningen aan Kendrick moeten afschrijven.
Faremo's plaatsvervanger Vitaly Vanshelboim werd in december 2021 op Non actief gezet toen het Bureau voor Intern Toezicht (OIOS) van de Verenigde Naties de beschuldigingen onderzocht en de zaak controleerde. Faremo nam begin mei 2022 ontslag nadat een reeks vernietigende blogposts van de gerespecteerde humanitaire Mukesh Kapila de aandacht vestigden op de problemen onder Faremo's ambtstermijn; Kapila noemde UNOPS onder Faremo een 'zelfpromotief zakenkartel'.